# ワシリー・オシェプコフ

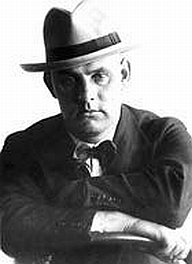
ワシリー・オシェプコフ

ワシリー・オシェプコフ（ロシア語: Васи́лий Серге́евич Още́пков、英語: Vasili Sergevich Oshchepkov、新暦1893年1月6日＝ロシア旧暦1892年12月25日～新暦1938年10月10日 ）またはヴァシーリー・オシチェープコフはロシア・サハリン生まれの日本で学んだ柔道家で、ソ連の格闘技であるサンボの創設者のひとりである。 

## 概要
ワシリー・オシェプコフは1893年、サハリン（樺太）に生まれた。日露戦争後の1905年にサハリンは日本統治となり、当時孤児となっていたオシェプコフは1907年9月から東京の正教会神学校で過ごした。この間講道館で柔道を習い、1913年に初段となり日本を離れるが、また1917年に日本を訪れた際には二段となっている。
ロシアへ帰ったオシェプコフは、1913年にウラジオストクでロシアで初めての柔道場を開く。その後、彼は赤軍の通訳、スパイとしてソ連、満州、日本で働くが、柔道の普及活動をソ連で続けた。1930年代、柔道に似たサンボがソ連で盛んになり、オシェプコフはその創始者のひとりと目されている。
オシェプコフは1937年の大粛清で、「日本のスパイ」との嫌疑で捕らえられて、死亡した。しかし、その後3番目の妻であるアンナ・イヴァノヴァの努力で、1957年に名誉回復している。

## 21世紀に再認識
21世紀になって、プーチン大統領が柔道家でもあるせいもあり、オシェプコフの役割がロシアでも日本でも再認識されている。
2012年9月9日に「オシェプコフ生誕120周年記念式典」がウラジオストク市スポーツ・センター「オリンピエツ」で開催されて、日本からも柔道家が出席している。
2014年「世界サンボ選手権」が、オシェプコフが柔道を学んだ日本で開かれている。
2016年9月にウラジオストクで開催された「東方経済フォーラム」に出席した安倍首相もそのスピーチで「プーチン大統領ならよくご存じの、ロシアに初めて講道館柔道をもたらしたワシリー・オシェプコフは、コラベリナヤ通り21番地というところで最初の道場を開いたそうです。その建物もまだ残っているのでしょうか。」と述べて日ロ友好を演出している。
日本で学んだ柔道をロシアに伝え「ロシア柔道の祖」として、ワシリー・オシェプコフの銅像がウラジオストクで最初の柔道場を開いた処に完成し、2016年9月24日に除幕式が行われた。像は講道館柔道の創始者である嘉納治五郎から黒帯を受け取るイメージになっている。